# Banyeres de Mariola
Banyeres de Mariola és una població del País Valencià de la comarca de l'Alcoià. Pertany a la subcomarca de la Vall de Biar, de la qual és la població més important.
| Fontanars dels Alforins Ontinyent | Bocairent | Bocairent |
| Biar Beneixama                    |           | Bocairent |
| Biar                              | Onil      | Alcoi     |

## Geografia
| Zona urbana Centre històric Edifici d'interés Zona verda | Zona industrial Carretera principal Carretera secundària Via verda |

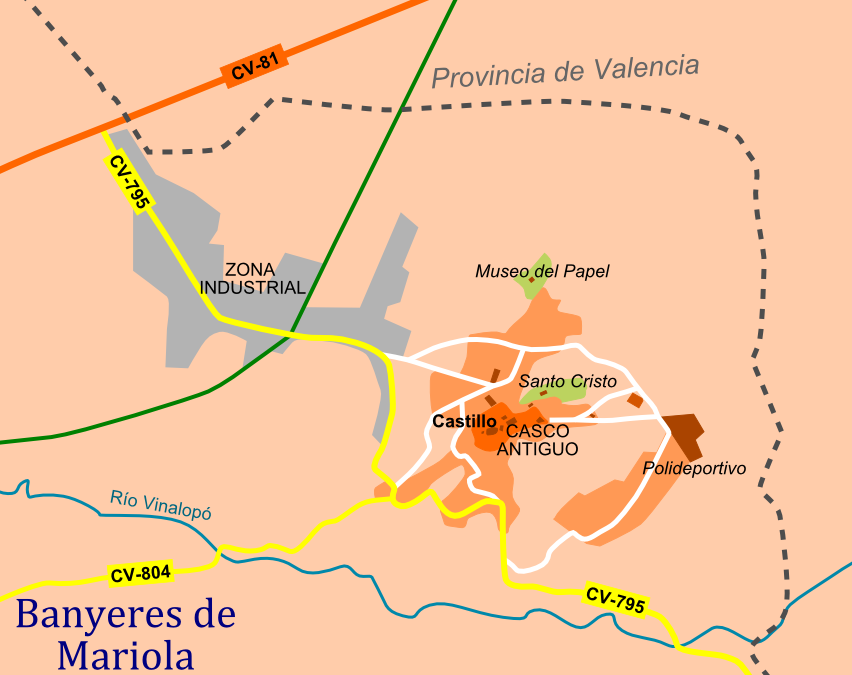
Plànol esquemàtic de la vila, amb les principals vies d'accés i comunicació.
Zona urbana
Centre històric
Edifici d'interés
Zona verda
Zona industrial
Carretera principal
Carretera secundària
Via verda

El seu terme, de 50,3 km², és molt esquerp i accidentat entre les serres de Mariola, la Solana i la Fontanella, destaquen altures l'alt de la Barcella (1.210 m), les Talaies (1.045 m), penya la Blasca (1.119 m) i el capollet de l'Àguila (959 m). El nucli, que s'enlaira entre els contraforts de la Mariola del massís de Benifarraig i la serreta de la Neu a 818 m, és el més alt de les comarques del sud. Hi ha nombroses fonts: la Font del Sapo, Font del Cavaller, Font del Teularet de Roc, Font dels Brulls, Font de la Coveta, Font de la Burra, entre d'altres, que representen les fonts principals del riu Vinalopó. La seua pertinença a la serra de Mariola fa que la flora hi siga molt important. A banda del Vinalopó, el municipi està solcat pels seus afluents: barranc dels Pinarets, Marjal i barranc d'Ull de Canals. La fesomia del poble està marcada pels conjunt de carrers costeruts que acaben en l'ermita del Sant Crist.
Encara que políticament pertany a la comarca de l'Alcoià, Banyeres de Mariola geogràficament es més proper als pobles de la comarca històrica de la Vall de Biar degut a la facilitat del moviment entre aquestos. Per contra, els pobles de l'Alcoià, solen tindre entre ells diversos ports i barrancs que dificulta la connexió entre pobles.
El seu clima és mediterrani, encara que a causa de la seua situació presenta influències de clima continental, amb hiverns freds i estius suaus. Les pluges no són freqüents, sent les més escasses de tota la serra, i es concentren principalment a la tardor i hivern. Les precipitacions a l'hivern poden arribar en forma de nevades, sumant, en mitjana, entre 3 i 4 dies de nevada.

## Història
En la zona hi va haver importants poblaments prehistòrics, amb les restes més antigues datades a l'Epipaleolític. En el Molí Roig va existir un poblat neolític i es van trobar diversos vestigis eneolítics en les coves del Llarg, dels Anells i del Partidor, entre d'altres. Els poblats del Cabeço dels Llorenços, del Bovar i de la Serrella són de l'edat del bronze, encara que en l'últim es va construir un castell en època medieval. Així mateix, hi ha vestigis de poblats ibers en l'Assagador de Sant Jordi i La Solaneta, mentre que en l'espai entre la Font Santa i la Font Bona va existir probablement una vila romana.
La població històrica, igual que el seu castell, d'origen musulmà, estava formada pels nuclis de Banyeres i Serrella. Durant la dominació musulmana va ser un territori tributari de l'actual Biar i tota la zona compresa pel naixement del riu Vinalopó, denominada Hammam Bÿar (equivalent a les Fonts de Biar); els àrabs la denominaven Beniheres. En l'any 1248 Jaume I conquesta el castell, que fou ocupat posteriorment per Bernat de Tous. El poble estigué en possessió de Jofré de Raixa. En els inicis del segle xiv passà a ser pertinença de Bocairent fins que el 12 de gener de 1381 el cavaller Pere d'Artés adquirí el castell i la població de Banyeres juntament amb les de Biar i el 9 de desembre de 1392 adquirí Alfafara. Des de la conquista jaumina romandrà inclosa en el terme de Bocairent fins a l'any 1618.
Durant la guerra de Successió que va enfrontar Felip d'Anjou i l'arxiduc Carles d'Àustria, la fortalesa fa un paper força actiu en declarar-se els habitants de Banyeres partidaris de la causa borbònica, fins i tot, va servir de guarnició a les seues tropes, va resistir vint atacs i tres setges sota el comandament del capità Raimon Casamayor. Felip V va concedir-li el títol de vila reial i el privilegi de molt noble, fidel, lleial i reial, la qual cosa queda reflectida per les quatre lletres que figuren en l'escut municipal.

## Economia
És una localitat fonamentalment industrial, amb un 70% de la població activa dedicada al sector. Fins a principis del segle xx la força i desnivell del riu Vinalopó es va usar com a força motriu per a diversos molins de farina i hi ha constància que ja en 1780 almenys dos molins fariners s'havien convertit en fàbriques de paper. Aquestes van ser un element clau de la industrialització de Banyeres de Mariola i els edificis de la qual (alguns actualment en ruïnes) encara flanquegen el curs del riu. El sector paperer, no obstant això, va entrar en crisi en la dècada de 1970, per la qual cosa la indústria es va reconvertir cap al cartró.
El tèxtil, de gran importància també, va entrar en fase industrial a mitjan segle xix, encara que no es va assentar fins a la gran demanda que va haver-hi durant la Primera Guerra Mundial (1914-1918). En l'actualitat es cobreixen diverses fases de la producció, com el filat, el teixit i la confecció de gèneres de punt, així com cobertors i tovalloles. La proximitat a la denominada vall del Joguet (la Foia de Castalla) ha propiciat també la creació de fàbriques de joguets i plàstics.
En l'agricultura predominen els cereals i el gira-sol (unes 700 ha), encara que es cultiven també pomes, bresquilles, pruners i algunes hortalisses, així com l'olivera (600 ha), l'ametler i la vinya. L'oli és el principal producte agrícola de la localitat. El sector primari ocupa actualment una part molt reduïda de la població activa i el segon sector en importància és el dels serveis.

## Demografia
Durant el segle xix ja es dedicaven pels voltants, segons Pascual Madoz, a la producció de barrets, faixes i mantes del país així com a la provisió de neu, la qual venien durant l'estiu a Xàtiva i altres punts. En aquella època, en Banyeres van aplegar a estar actives unes 14 fàbriques de paper en el curs del Vinalopó (actualment, la població acull el Museu Valencià del Paper). La seua població ha abastat un gran desenvolupament des de la dècada dels 60, dedicant la seua producció industrial a l'elaboració de papers, cartró, regenerats, tèxtils i gèneres de punt. Això ha motivat que doblara el nombre d'habitants en produir-se immigració de les poblacions veïnes d'Alcoi, Biar, Bocairent, Camp de Mirra i altra més allunyada procedent de la zona castellana. La seua població els anys inicials de la dècada dels 70 era de 5.873 habs. (banyerencs) i el 2003 de 7.050.
A data de 2022, Banyeres de Mariola tenia 7.201 habitants (INE).
| any  | habitants |
| ---- | --------- |
| 1787 | 1.613     |
| 1857 | 2.447     |
| 1887 | 3.554     |
| 1897 | 3.317     |
| 1900 | 3.224     |
| 1910 | 3.691     |
| 1920 | 3.698     |
| 1930 | 3.447     |
| 1940 | 3.729     |
| 1950 | 4.967     |
| 1960 | 5.873     |
| 1970 | 6.684     |
| 1981 | 6.919     |
| 1991 | 6.906     |
| 2000 | 7.229     |
| 2010 | 7.090     |
| 2022 | 7.201     |

## Política i govern

### Corporació municipal
El Ple de l'Ajuntament està format per 13 regidors. En les eleccions municipals de 26 de maig de 2019 foren elegits 8 regidors de Compromís per Banyeres (Compromís), 4 del Partit Popular (PP) i 1 del Partit Socialista del País Valencià (PSPV-PSOE).
| Eleccions municipals de 26 de maig de 2019 - Banyeres de Mariola                                                              |                                          |                                     |                                     |        |          |          |
| Candidatura | Candidatura                              | Candidatura                         | Cap de llista                       | Vots   | Vots     | Regidors |
| | Compromís per Banyeres de Mariola        |                                     | Josep Sempere i Castelló            | 2.568  | 58,67%   | 8 (+3)   |
| | Partit Popular                           |                                     | José Carlos Molina Benítez          | 1.259  | 28,76%   | 4 (-1)   |
| | Partit Socialista del País Valencià-PSOE |                                     | Fernando Sempere Huertas            | 502    | 11,47%   | 1 (-1)   |
| | Vots en blanc                            |                                     |                                     | 48     | 1,10%    |          |
| Total vots vàlids i regidors                                                                                                  | Total vots vàlids i regidors             | Total vots vàlids i regidors        | Total vots vàlids i regidors        | 4.478  | 100 %    | 13       |
| | Vots nuls                                | Vots nuls                           | Vots nuls                           | 101    | 2,26%    |          |
| Participació (vots vàlids més nuls)                                                                                           | Participació (vots vàlids més nuls)      | Participació (vots vàlids més nuls) | Participació (vots vàlids més nuls) | 4.526  | 80,31%** |          |
| Abstenció | Abstenció                                | Abstenció                           | Abstenció                           | 1.098* | 19,69%** |          |
| Total cens electoral | Total cens electoral                     | Total cens electoral                | Total cens electoral                | 5.576* | 100 %**  |          |
| Alcalde: Josep Sempere i Castelló (Compromís) (15/06/2019) Per majoria absoluta dels vots dels regidors (8 vots de Compromís) |                                          |                                     |                                     |        |          |          |
| Fonts: JEC, JEZ Alcoi, M. Interior, Periòdic Ara. (* No són vots sinó electors. ** Percentatge respecte del cens electoral.)  |                                          |                                     |                                     |        |          |          |

### Alcaldes
Des de 2015 l'alcalde de Banyeres de Mariola és Josep Sempere i Castelló de Compromís.
| Període                       | Alcalde o alcaldessa        | Partit polític | Data de possessió | Observacions |
| ----------------------------- | --------------------------- | -------------- | ----------------- | ------------ |
| 1979–1983                     | José Barcelo Sanjuan        | UCD            | 19/04/1979        | --           |
| 1983–1987                     | Alberto Molina Belda        | AP-PDP-UL-UV   | 28/05/1983        | --           |
| 1987–1991                     | José Barcelo Sanjuan        | AP             | 30/06/1987        | --           |
| 1991–1995                     | Joan Antoni Esteve i Albero | PSPV-PSOE      | 15/06/1991        | --           |
| 1995–1999                     | Roberto Calatayud Tormo     | PP             | 17/06/1995        | --           |
| 1999–2003                     | Roberto Calatayud Tormo     | PP             | 03/07/1999        | --           |
| 2003–2007                     | Encarna Francés Martí       | PSPV-PSOE      | 14/06/2003        | --           |
| 2007–2011                     | Antonio Belda Valero        | PP             | 16/06/2007        | --           |
| 2011–2015                     | Antonio Belda Valero        | PP             | 11/06/2011        | --           |
| 2015–2019                     | Josep Sempere i Castelló    | Compromís      | 13/06/2015        | --           |
| 2019-2023                     | Josep Sempere i Castelló    | Compromís      | 15/06/2019        | --           |
| Des de 2023                   | Josep Sempere i Castelló    | Compromís      | 17/06/2023        | --           |
| Fonts: Generalitat Valenciana |                             |                |                   |              |

## Monuments d'interés

### Monuments religiosos
- Església de Santa Maria. (1734-1752). Barroca, amb important façana i altar major. També cal citar la capella de la Comunió, d'estil romà d'Orient de 1899.
- Ermita de la Magdalena. Construïda en els segles xiii-xiv, popularment és coneguda com la Malena. És d'estil gòtic rural.
- Ermita del Sant Crist. Punt culminant de la vila, de principi del xx, a la qual s'arriba per un Via Crucis del xvii, reconstruït després de la guerra de 1936-1939, estil neogòtic.
- Ermita de Sant Jordi. Formava part del Molí Sol. D'estil neogòtic, reconstruïda en 1990.

### Monuments civils
- Torre de la Font Bona. Segle xvi. Recentment restaurada, alberga el Museu Arqueològic Municipal Torre Font Bona declarat com a Bé d'Interés Cultural.[11]
- Museu Valencià del Paper, situat al Parc Municipal Vil·la Rosario.
- Castell de Banyeres. Almohade, del segle xii, important talaia per la seua privilegiada situació. Important torre de l'homenatge. En molt bona condició alberga el Museu Fester de Moros i Cristians.
- Muralles de Serrella, en la part de la Cova Serrella. Estan en situació d'abandonament.
- Castell de Serrella. Restes molt deteriorades.
- Molí de la Farina. A més del molí de la Farina, hi ha diversos molins al llarg del curs del riu, fàbriques i tallers abandonats testimonis de l'activitat fabril de Banyeres.
- Monument a Sant Jordi, situat al peu del castell.
- Monument a Jaume I, situat a la Plaça dels Plàtans, representa la donació de les vil·les i castells de Banyeres i Serrella a Jofré de Loaisa i Jacometa el 13 d'octubre de 1249. L'obra es feta per l'escultor Vicente Ferrero.

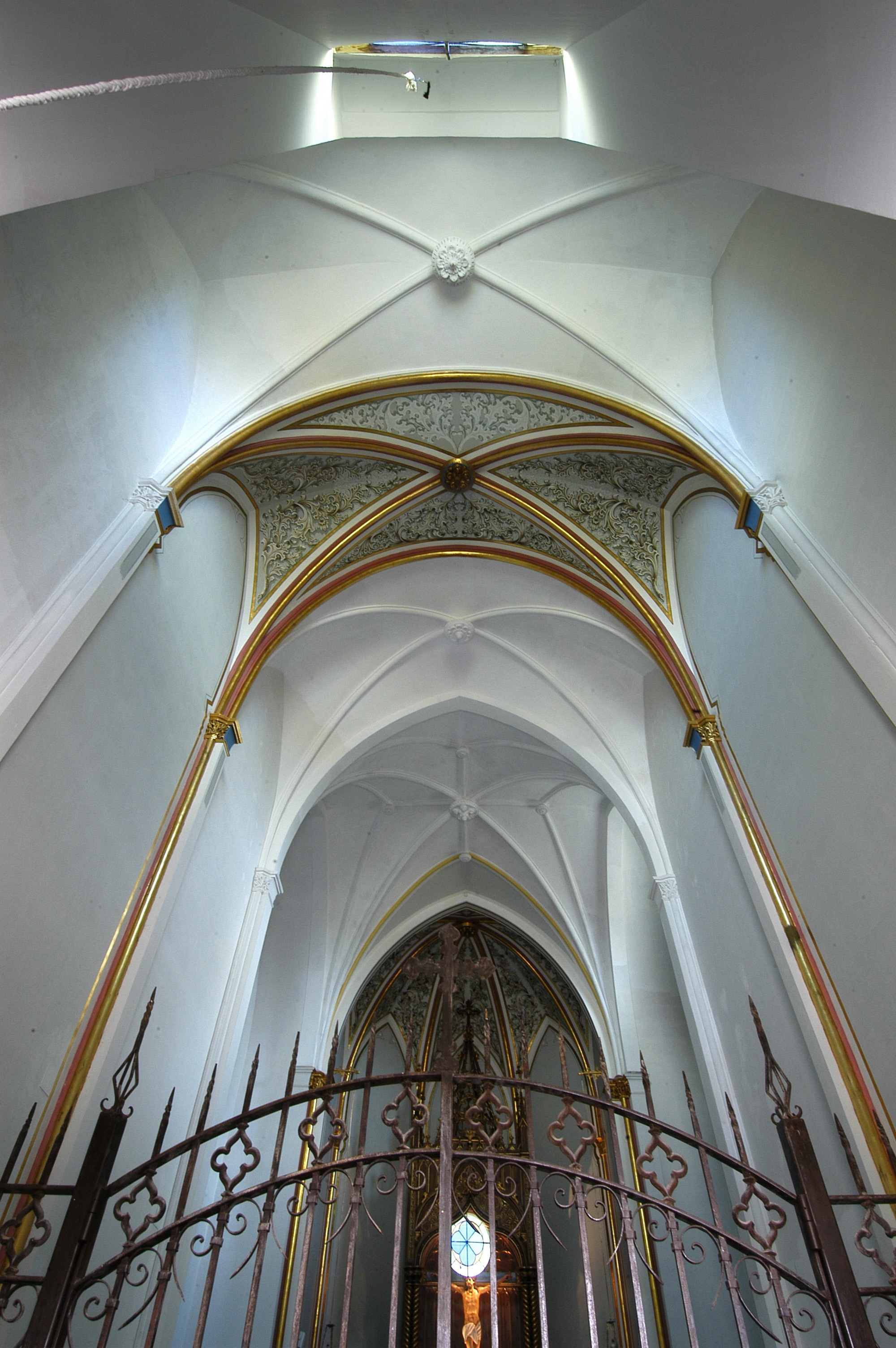
Interior de l'ermita del Sant Crist de Banyeres de Mariola.
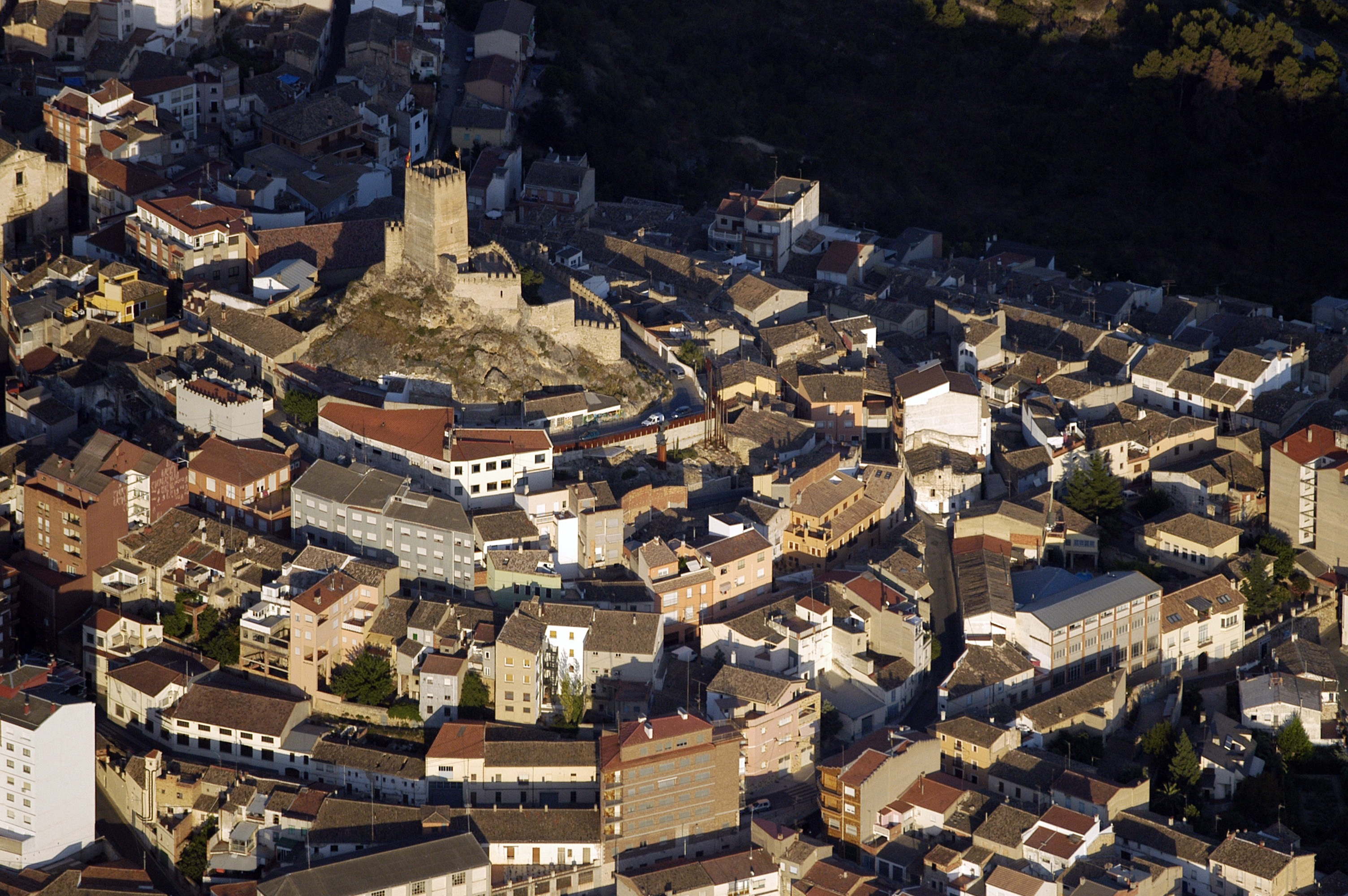
Panoràmica de Banyeres de Mariola amb el seu castell.
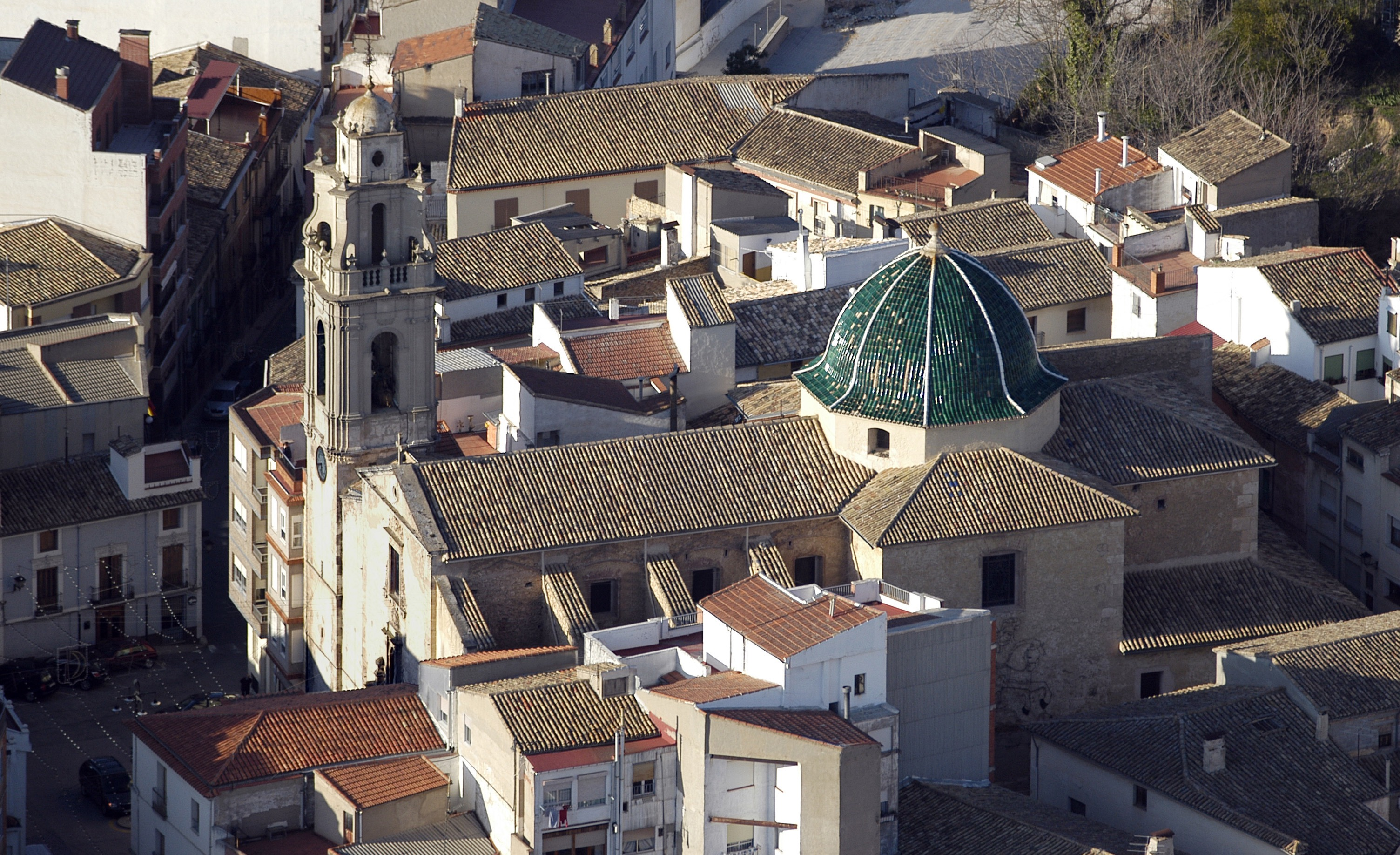
Església de Santa Maria de Banyeres de Mariola.

## Festivitats
Se celebren festes de moros i cristians en honor del patró Sant Jordi del 22 al 25 d'abril, declarades d'interés turístic nacional. Al juliol se celebra la Fira i Festes en honor de Santa Maria Magdalena. L'any 1780 arriba la Relíquia de Sant Jordi portada des de Roma pel pare Joan Baptista Doménech, sent l'origen del fet que Banyeres es tornen a celebrar Festes de Moros i Cristians en honor de la Reliquia de Sant Jordi durant el primer cap de setmana de setembre. Des de l'any 1980 hi participen deu filaes: Cristians, Estudiants, Maseros, Contrabandistes i Jordians (Bàndol Cristià); Moros Vells, Moros Nous, Marrocs, Pirates i Califes (Bàndol Moro).
Cada tres anys se celebra dins dels actes del Mercat Medieval de la Malena la Representació de la llegenda de Sant Jordi, el drac i la princesa, una escenificació de teatre de carrer amb acompanyament musical a l'aire lliure per a tots els públics on participen vora 200 persones i assisteixen uns 2.000 espectadors. Les darreres representacions es van fer, el 2013 i el 2018, al mes de juliol, sempre, 

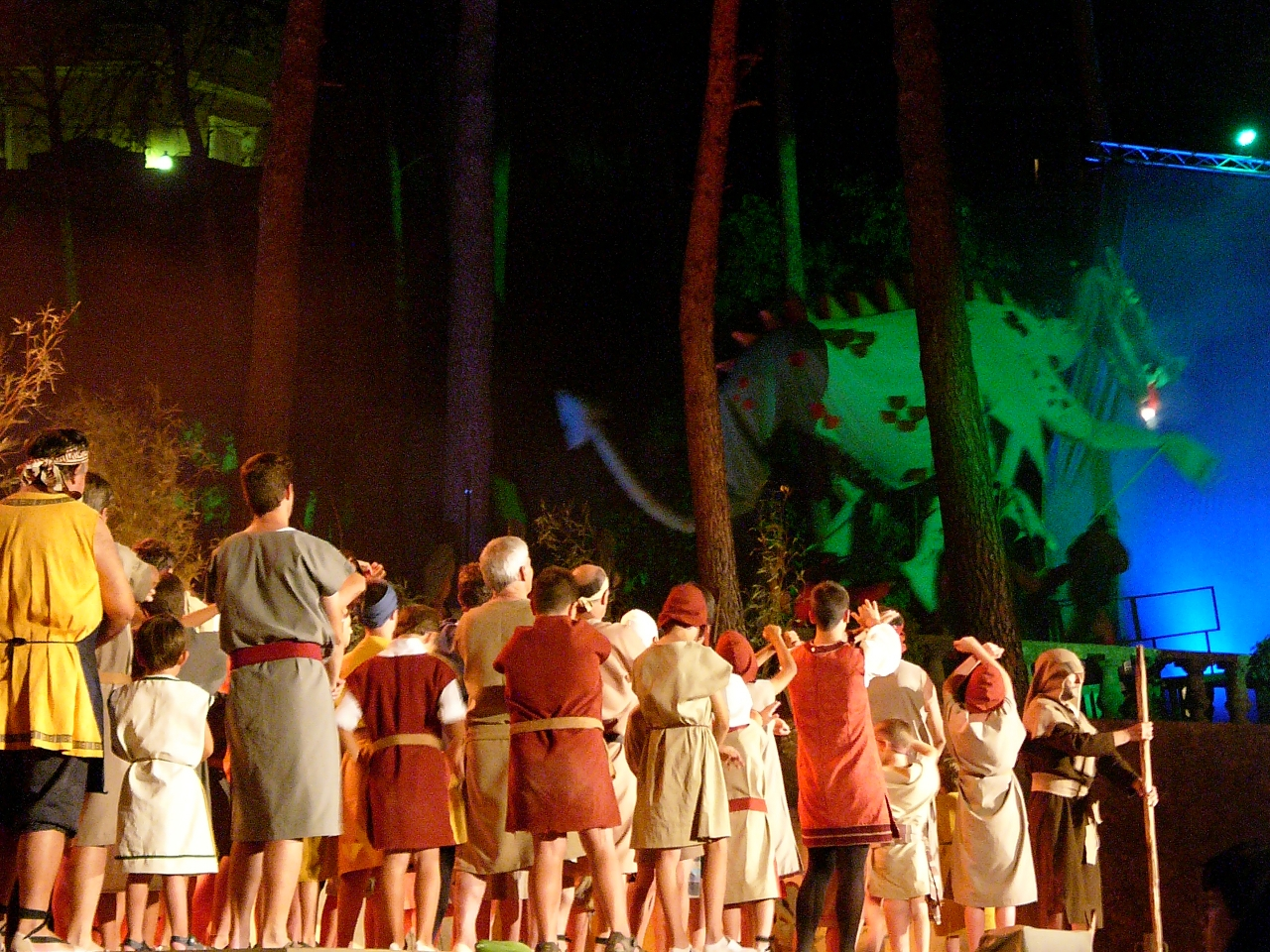
Representació de «La llegenda de Sant Jordi, el drac i la princesa» a Banyeres el 2012.
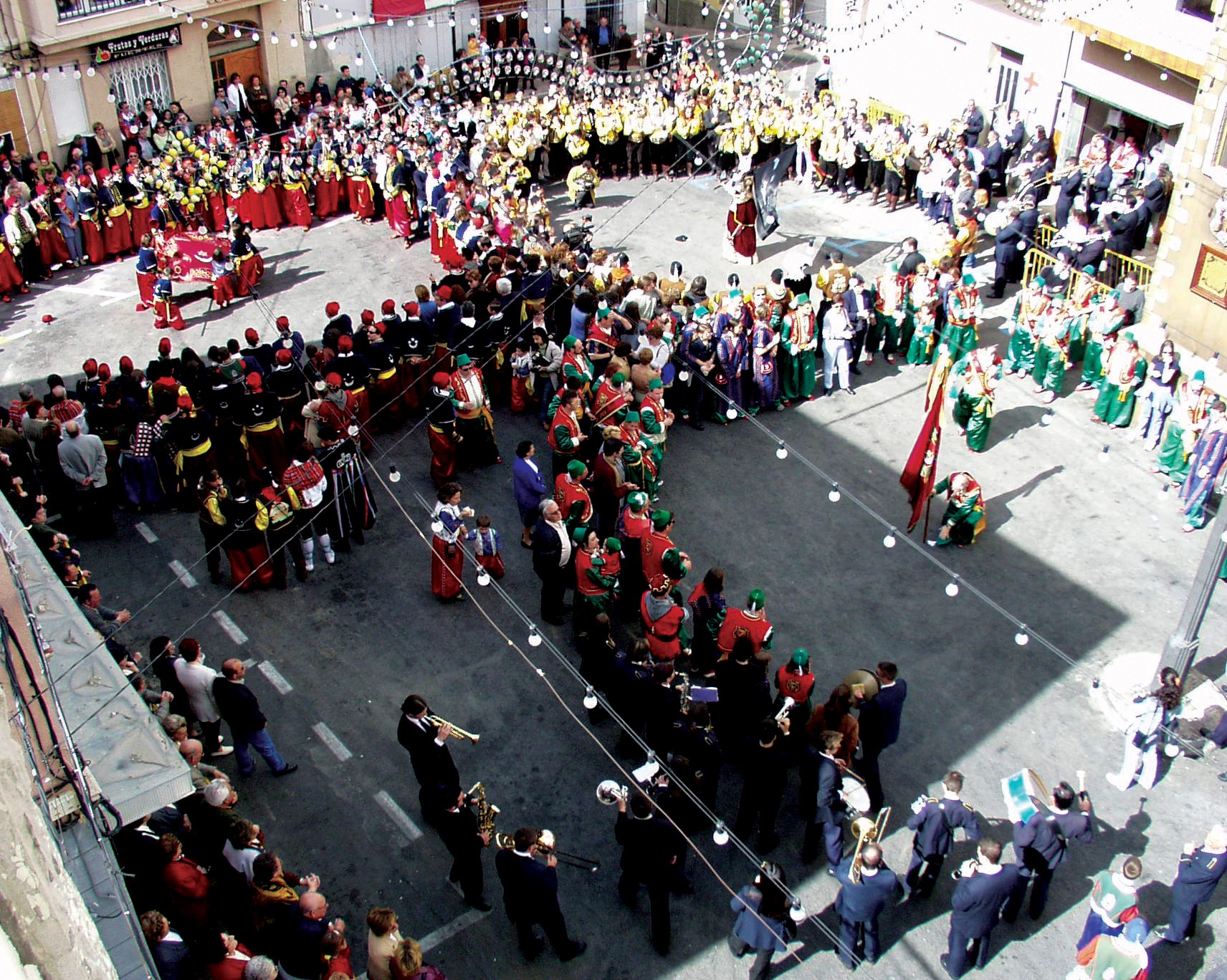
Festes de moros i cristians de Banyeres de Mariola. Ball de banderes del dia 25 d'abril.
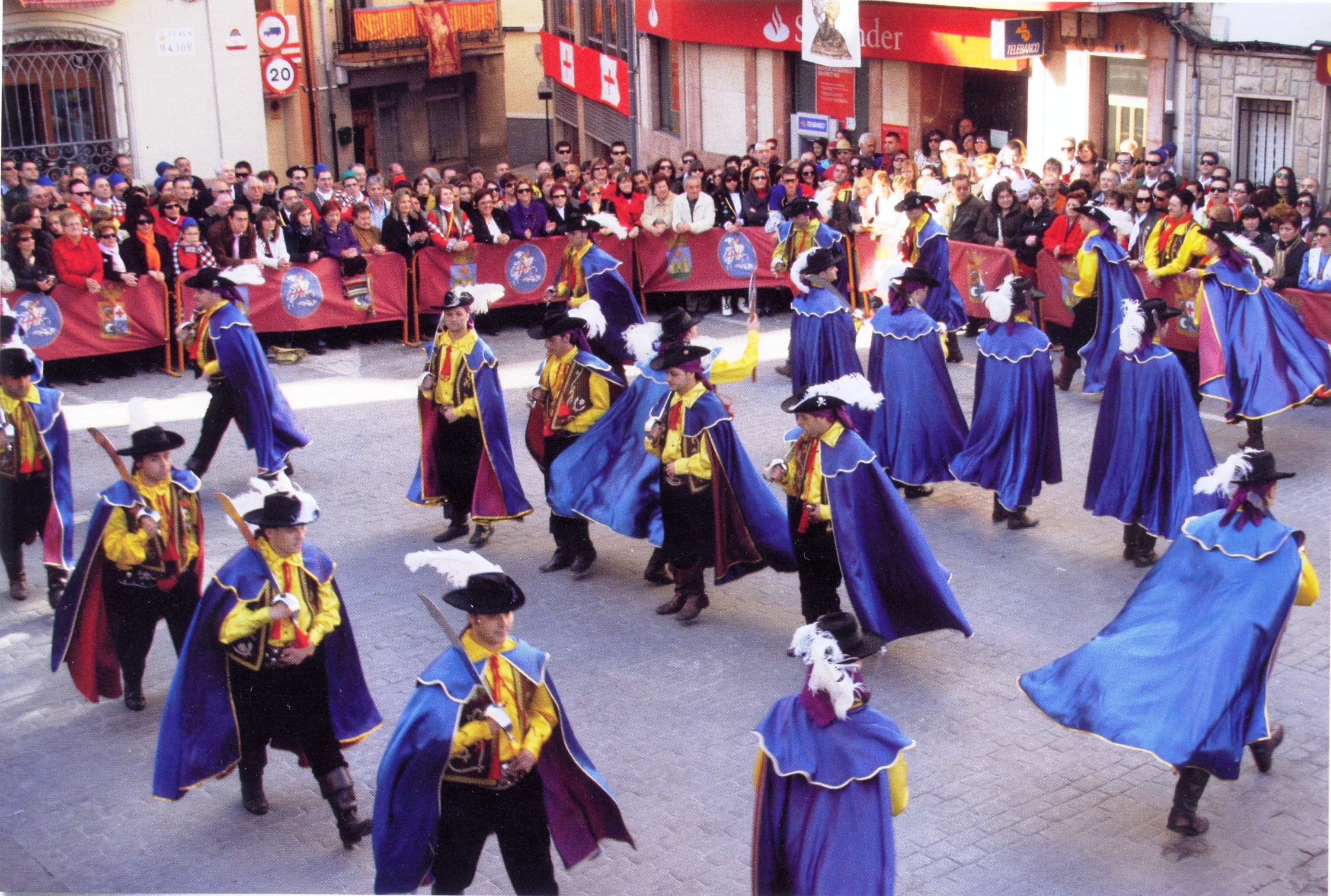
Filà Pirates, diana 2009.

## Gastronomia
La gastronomia està representada per les coques de farina i tomaca, l'olla de penques, gaspatxo a les herbes de la Mariola, borra, pericana, cocots de tonyina, coques fregides i el mullador de conill i tomaca. És molt tradicional l'herbero, licor d'aiguardent amb herbes macerades del qual potser hi ha tantes receptes com elaboradors i fabricants.

## Publicacions periòdiques i mitjans de comunicació
A Banyeres de Mariola s'editen diverses publicacions periòdiques, com el Programa de Festes de Moros i Cristians, editat per la Comissió de Festes de Sant Jordi; el Programa de Festes de La Malena, editat per la Comissió de Festes de la Malena; la revista quadrimestral Barcella, pobles de la Mariola, editada des de 1997 pel Col·lectiu Serrella; i la revista Bigneres, editada per l'Associació Cultural Font Bona.
El poble compta amb una ràdio pública valenciana amb diversos programes de música en valencià futbol, mises i sol cobrir tots els actes que es realitzen a la localitat. Aquesta ràdio emitix en 105.5 FM.